# 池田輝名
池田 輝名（いけだ てるかた）は、江戸時代中期から後期にかけての武士。

## 略歴
安永2年（1773年）、信濃国上田藩主・松平忠順の四男として誕生した。初名は松平忠脩。
旗本・池田喜生の婿養子となり、寛政8年（1796年）11月25日、初めて11代将軍・徳川家斉に拝謁するが、享和3年9月29日（1803年11月13日）、家督を継ぐ前に死去した。享年31。
旗本池田家の家督は喜生の死後、輝名の子の喜長が継いだ。

## 系譜
- 父：松平忠順（1726年 - 1783年）
- 母：不詳
- 室：池田喜生の養女 - 池田政貞の娘
- 生母不明の子女
  - 男子：池田喜長（? - 1836年）